# Grafmonument van A.F. Smulders
Het grafmonument van A.F. Smulders op de begraafplaats Daalseweg in de Nederlandse stad Nijmegen is een rijksmonument.

## Achtergrond
Het grafmonument in art-nouveaustijl werd in of na 1908 gemaakt voor Augustinus Franciscus Smulders (1838-1908). Hij was oprichter van de Utrechtse ijzergieterij & machinefabriek A.F. Smulders (1858) en directeur van de scheepswerf en machinefabriek Werf Gusto v/h A.F. Smulders (1905) in Schiedam. Hij leverde onder meer bouwmaterialen voor het Suezkanaal. Zijn vrouw Catharina Maria Smulders-Westerlaken (1837-1919) werd ook bijgezet in het graf.

## Beschrijving
Het monument is gemaakt van ruw graniet. Aan het hoofd staat een groot kruis, waarin een bronzen portretmedaillon van A.F. Smulders is geplaatst. Voor het kruis staat een bronzen vrouwenfiguur in een lang gewaad. Zij kijkt naar de beeltenis van Smulders en houdt in haar linkerhand een hamer en eikenloof, haar rechterhand rust op de borst. Een inscriptie in het kruis vermeldt: 

A.F. SMULDERS
1838-1908
C.M. SMULDERS-WESTERLAKEN
1837-1919

Aan de voet van het kruis ligt een anker met een krans van eikenbladeren en een banderol. Het graf is omheind.

## Waardering
Het grafmonument werd in 2002 in het Monumentenregister opgenomen, het is "van kunsthistorische waarde als voorbeeld van een grafmonument in de stijl van de art nouveau met rijk uitgevoerd beeldhouwwerk in brons, waaronder een levensgroot beeld; Van stedenbouwkundige waarde vanwege de ligging direct achter het hoofdpadenkruis van de begraafplaats, waar het opvalt door zijn grote afmetingen en de voor Nederland zeldzame vormgeving. Het grafmonument heeft ensemblewaarde als functioneel onderdeel van een begraafplaats met een kenmerkend laat-19de-eeuws en vroeg-20ste-eeuws karakter; Van cultuurhistorische waarde vanwege de funerair-historische en genealogische waarde van het grafteken."